# 距萼过路黄
距萼过路黄（学名：Lysimachia crista-galli）是报春花科珍珠菜属的植物，是中国的特有植物。分布于中国大陆的陕西、湖北、四川等地，生长于海拔1,000米至1,600米的地区，多生长在溪沟旁，目前尚未由人工引种栽培。